# La rabbia giovane
La rabbia giovane (Badlands) è un film del 1973 scritto, prodotto e diretto da Terrence Malick, al suo debutto alla regia d'un lungometraggio. Il titolo originale, letteralmente "terre cattive" è un termine inglese che indica una particolare formazione rocciosa del terreno che caratterizza buona parte delle ambientazioni scelte per il film. In italiano queste formazioni geologiche sono dette "calanchi".

## Trama
Fort Dupree, Dakota del Sud, 1959. L'insoddisfatto venticinquenne Kit Carruthers, reduce della guerra di Corea che si atteggia a novello James Dean, pur dovendosi adattare ai lavori più sgradevoli (spazzino, manovale in un macello, ecc.), inizia una relazione con la quindicenne Holly Sargis, affascinato dal suo sguardo innocente sulla realtà. Il padre di lei, un decoratore da anni vedovo, malvede l'instaurarsi di tale rapporto, soprattutto per via della loro differenza d'età e per il gramo stile di vita di lui, e perciò vieta severamente alla ragazza di continuare a vederlo arrivando, per punizione, ad ucciderle persino il cane.
Dopo aver avuto un alterco con l'uomo, che gli intima di tenersi alla larga da sua figlia, Kit fa irruzione in casa sua di notte per portarsi via Holly e, dinanzi al padre che gli sbarra la strada minacciandolo di chiamare la polizia, Kit lo uccide a sangue freddo. I due giovani amanti ne inscenano la morte con lo scoppio d'un incendio che, in men che non si dica, divora l'intera abitazione, dopodiché si danno alla macchia. In un primo momento, i due si ricavano un loro rifugio in mezzo alla natura selvatica, costruendosi una capanna sugli alberi e mantenendosi con la pesca e, occasionalmente, col furto di pollame; alla fine vengono scoperti dalla polizia, che li rimette in fuga.
La coppia così si mette in viaggio per il Montana, nelle cui calanchiche valli Kit si lascia dietro una scia di sangue, uccidendo con totale distacco emotivo chiunque sembri rappresentare una pur minima minaccia. Quando Holly, che da principio s'era imbarcata in questa faccenda come se si trattasse di un'avventura romantica, ne ha abbastanza e decide di costituirsi, Kit si ritrova a continuare la sua sanguinaria fuga da solo. Dopo un ultimo e spericolato inseguimento da parte della polizia, cui s'era aggiunta persino la Guardia Nazionale, Kit decide di arrendersi, facendosi arrestare ad un passo dal confine con la provincia canadese del Saskatchewan; con gli agenti ed ai soldati che lo stanno traendo in arresto, il giovane si comporta come una celebrità, tanto da donare loro dei suoi oggetti personali come cimeli. Holly se la caverà con una pena detentiva lieve e, al suo rilascio, si sposerà col figlio del suo avvocato, mentre Kit verrà condannato a morte.

## Produzione
La storia s'ispira vagamente alla vicenda di Charles Starkweather e Caril Ann Fugate, una coppia di giovani resisi responsabili, tra il novembre ed il gennaio del 1958, d'una serie di brutali omicidi nel Nebraska e nel Wyoming.
Il budget del film fu di soli 450000 dollari. Le riprese si sono svolte prevalentemente in Colorado: La Junta, Otero County, Rocky Ford e Las Animas tra il luglio e l'ottobre 1972.

## Colonna sonora
La colonna sonora è contraddistinta da brani di Carl Orff e da canzoni di James Taylor e Nat King Cole.

## Distribuzione
Il film uscì in un'anteprima a New York il 13 ottobre 1973. In Italia, dopo la proiezione al Festival di Venezia 1975, uscì nei cinema il 5 marzo 1977.
Presentato in concorso al Festival di San Sebastián 1974, ha vinto la Concha de Oro come miglior film. Nel 1993 il film è stato scelto per la conservazione nel National Film Registry della Biblioteca del Congresso degli Stati Uniti.

## Critica
È definito dal Mereghetti, che gli attribuisce il massimo voto possibile, «uno dei film più insoliti e preziosi del cinema americano».

## Nella cultura di massa
Il cantautore statunitense Bruce Springsteen trasse ispirazione dal film di Malick per incidere il brano musicale Nebraska.
Il Killer dello Zodiaco citò questo film in una lettera dell'8 maggio 1974 mandata al San Francisco Chronicle, definendolo una "glorificazione all'omicidio" e sconsigliando il giornale di pubblicizzarlo.

## Riconoscimenti
- 1974 – Festival internazionale del cinema di San Sebastián
  - Concha de Oro al miglior film
  - Concha de Plata al miglior attore a Martin Sheen